# Tuqueta Roya
La Tuqueta Roya és una muntanya de 3.273 m d'altitud, amb una prominència de 18 m, que es troba al massís de Pocets, província d'Osca (Aragó).